# Rockingham Motor Speedway

Ovalen.

Samtliga innerslingor.

Rockingham Motor Speedway är en brittisk racerbana utanför Corby. Anläggningen tar 52 000 åskådare och består av sex olika bansträckningar, bland annat en oval på 2,38 kilometer och en innerslinga på 3,12 kilometer.

## Historia
Den relativt platta ovalen användes i början av 2000-talet till CART under säsongerna 2001 och 2002. Banans ekonomiska problem ledde dock till att man varken hade råd att arrangera CART eller IndyCar Series på ovalen, som numer används till pickupracing. På innerplan finns en konventionell racerbana, som används till bland annat BTCC och Brittiska F3-mästerskapet.

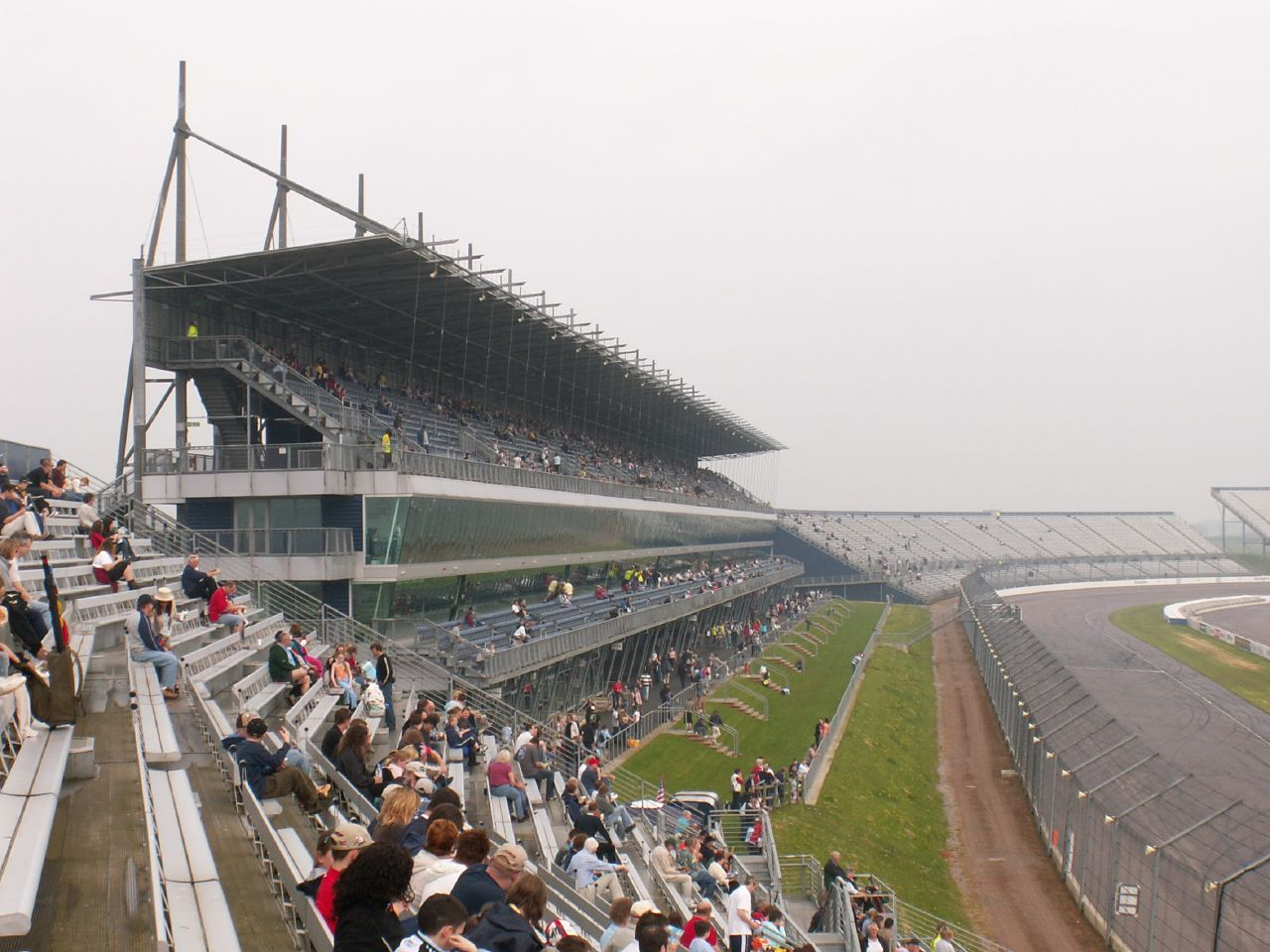
Läktare och lite av banan.